# 龙岩乡
龙岩乡，是中华人民共和国广西壮族自治区河池市环江毛南族自治县下辖的一个乡镇级行政单位。

## 行政区划
龙岩乡下辖以下地区：
龙岩社区、安山村、达科村、久乐村、良兴村、肯兰村、朝阁村、广荣村、敢岩村、黄种村、达洞村、城皇村和久伟村。